# Zhào Yán
Zhào Yán (chinesisch 赵岩; * 14. März 1962 in Harbin) ist ein chinesischer Journalist. Die Anklage gegen ihn wegen Verrats von Staatsgeheimnissen sorgte weltweit für Aufregung.

## Leben
Im Mai 2004 begann Zhao Yan für die New York Times zu arbeiten. Zuvor war er für das Magazin „China Reform“ tätig, von der er aber 2004 entlassen und daraufhin inhaftiert wurde, nachdem er Petitionssteller des Tangshan-Protestes beriet und positiv darüber berichtete.
Im September 2004 wurde Zhao verhaftet und, nachdem er in einem Artikel über Rücktrittspläne von Staatschef Jiang Zemin in der New York Times berichtete.
Er wurde in der Folge des Verrats von Staatsgeheimnissen angeklagt. Bei einer Verurteilung hätten ihm bis zu zehn Jahre Haft gedroht. Letztlich wurde er jedoch nur wegen Betruges zu drei Jahren Haft verurteilt. Am 15. September 2007 wurde er aus der Haft entlassen.